# Euphranta ocellata
Euphranta ocellata är en tvåvingeart som beskrevs av Hardy 1974. Euphranta ocellata ingår i släktet Euphranta och familjen borrflugor. Inga underarter finns listade i Catalogue of Life.